# Podlasek Mały
Podlasek Mały [pɔdˈlasɛk ˈmawɨ] là một ngôi làng thuộc khu hành chính của Gmina Biskupiec, thuộc huyện Nowomiejski, Warmińsko-Mazurskie, ở miền bắc Ba Lan.